# Menasseh ben Israel

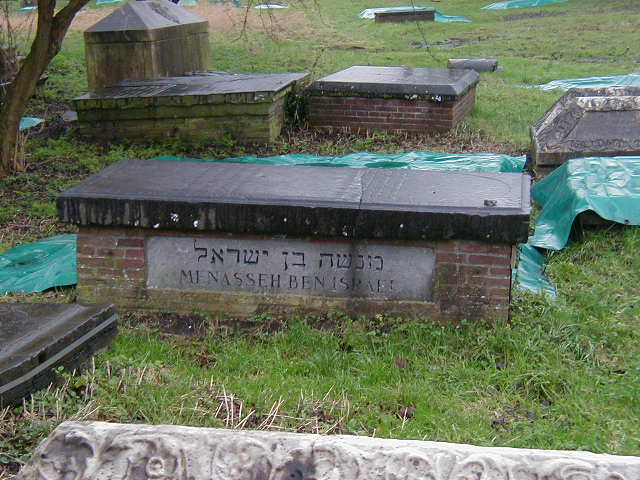
Túmulo de Menasseh no cemitério israelita português de Beth Haim, nos arredores de Amesterdão.

Menasseh ben Israel (Madeira, 1604 — Middelburg, Países Baixos, 20 de novembro de 1657), nascido Manuel Dias Soeiro, foi um pensador português, líder religioso da comunidade judaica de Amesterdão, fundador da primeira impressora portuguesa naquela cidade e incentivador da moderna comunidade judaica na Inglaterra. Foi o primeiro rabino português formado em Amesterdão.

## Biografia
Menasseh, então Manuel Soeiro, pertencia a uma família de religião judaica portuguesa que, como tantas outras, foi obrigada a converter-se ao cristianismo. A perseguição religiosa em Portugal no século XVII era intensa. Os cristãos-novos (judeus convertido ao Cristianismo) eram vítimas da segregação e estavam sob a observação das autoridades religiosas e à mercê da Inquisição. Cristãos-novos que mantivessem a fé judaica eram submetidos a castigos severos.
Após a suspeita de judaísmo ter recaído sobre o pai de Manuel, a família decide deixar Portugal e emigrar ao norte da Europa, assentando-se em Amesterdão.
Manuel, ainda uma criança, chegou a Amesterdão com a família em 1610. Os Países Baixos, em guerra com a Espanha, (a Guerra dos Oitenta Anos 1568-1648) é um país tolerante. Judeus são aceites e integram-se sem grandes dificuldades. A chegada da família, em 1610, foi possível devido a uma trégua mediada pela França e Inglaterra em Haia. Manuel adotou o seu novo nome hebraico Menasseh. Frequentou a escola, tendo sido um aluno brilhante. Tornou-se rabino e um intelectual respeitado, autor de várias obras para a primeira editora hebraica nos Países Baixos. Casou com uma descendente do ilustre Isaac Abravanel. Foi amigo pessoal de Rembrandt, que lhe pintou um retrato.
Menasseh tornou-se particularmente conhecido por ter pedido a Oliver Cromwell e ao Parlamento Britânico que revertessem as decisões históricas de governantes anteriores e permitissem aos judeus que regressassem à Inglaterra (os judeus tinham sido expulsos em 1290, por Eduardo I de Inglaterra.
A sua petição foi bem sucedida e os judeus começaram gradualmente a estabelecer-se na Grã-Bretanha a partir de então. 200 anos depois, os judeus estavam perfeitamente integrados na sociedade britânica.
Menasseh morreu em Middelburg, Países Baixos, no outono de 1657, pouco depois do regresso de Inglaterra.